# Победа (Чаусский район)
Побе́да (бел. Пабе́да) — бывший посёлок в составе Волковичского сельсовета Чаусского района Могилёвской области Белоруссии. Располагался возле реки Реста в 28 км от города Чаусы, в 35 км от Могилёва, в 17 км от железнодорожной станции Реста.

## История
Посёлок был основан в 1945 году. В 1956 году был радиофицирован, в 1958 году — электрифицирован. В 1990 году в составе колхоза «Искра» с центром в Волковичах.

## Население
- 1990 год — 4 хозяйства, 13 человек;
- 1999 год — 3 хозяйства, 4 человека;
- 2009 год — 3 человека.